# Jerseyville
Jerseyville – miasto w Stanach Zjednoczonych, w stanie Illinois, siedziba administracyjna hrabstwa Jersey.